# Wat Benchamabophit
Wat Benchamabophit Dusitvanaram (thai: วัดเบญจมบพิตรดุสิตวนาราม; Benchamabophit Dusitvanaram; også kendt som marmortemplet) er et buddhistisk tempel (wat) i Dusit-distriktet i Bangkok, Thailand. Det karakteriserer Bangkoks udsmykkede stil med høje gavle, udhængende tage og dekorative afslutninger.

## Historie
Opførelsen af templet begyndte i 1899 efter foranledning fra kong Chulalongkorn efter at denne havde bygget sit palads i nærheden. Templets navn betyder bogstaveligt "Templet for den femte Konge og beliggende nær Dusit-paladset". Det blev tegnet af prins Naris, en halvbroder til kongen og er bygget af italiensk marmor. Marmorsøjlerne, marmorgården og to store singhas (løver) bevogter indgangen. Interiøret er dekoreret med krydsbjælker dekorerede med lak og guld og i snævre nicher af malerier af vigtige stupaer over hele landet. Komplekset omkring samlingshallen rummer 52 billeder af Buddha.

## Billedgalleri
- Phra Buddhajinaraja
- "Sala Nam" ved khlong indenfor tempelkomplekset
- En ny munk bliver ordineret i templet
- Munke i templet
- Foran Marmortemplet
- Dør